# Igman Olympic Jumps

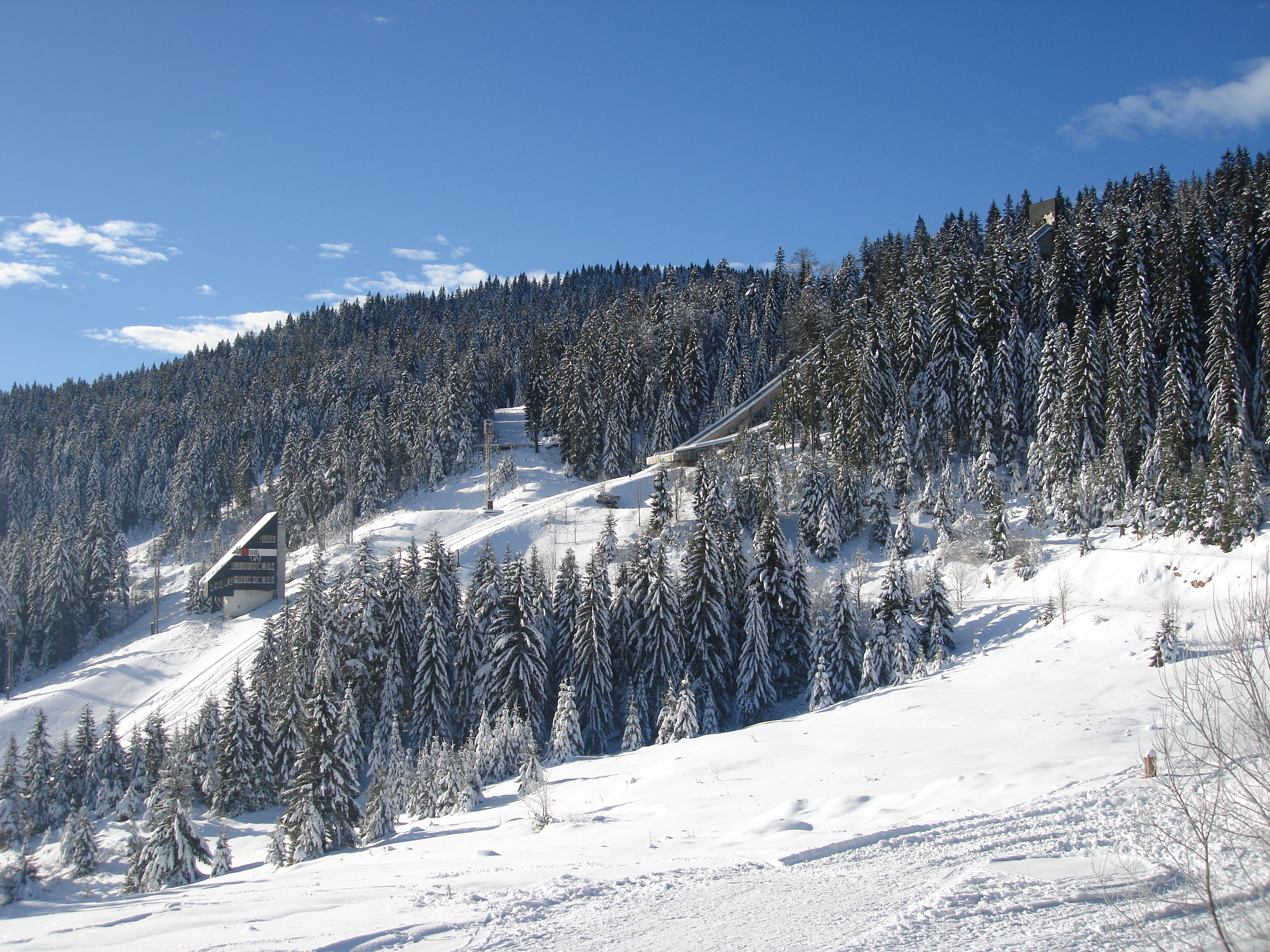
Igman Olympic Jumps mars 2007.

Igman Olympic Jumps, också kallad Malo Polje, är en backhoppningsanläggning vid berget Igman i Ilidža i staden Sarajevo i Bosnien och Hercegovina. Anläggningen består av en normalbacke (K-punkt 90 meter) och en stor backe (112 meter). Backarna byggdes då Sarajevo tilldelades olympiska vinterspelen 1984. Under belägringen av Sarajevo blev backhoppningsanläggningen slagfält och backarna förstördes. 

## Historia
Igman Olympic Jumps byggdes till olympiska spelen 1984 och stod färdig 1982. Under OS-tävlingarna delade Jens Weissflog från Östtyskland och Matti Nykänen från Finland guld- och silvermedaljerna. Jens Weissflog vann tävlingen i normalbacken 1,2 poäng före Matti Nykänen, medan Nykänen vann tävlingen i stora backen 18,5 poäng före Weissflog. Matti Nykänen hoppade 116,0 meter under OS-tävlingen i stora backen 18 februari 1984, vilket fortfarande är officiellt backrekord. Backrekordet i normalbacken tillhör Primož Ulaga från dåvarande Jugoslavien, som hoppade 95,0 meter 12 februari 1983. 45.000 åskådare såg OS-tävlingen i normalbacken. Under tävlingen i stora backen var 90.000 åskådare i backen.

## Viktiga tävlingar
| Datum            | Vinnare                     | Andra plats                 | Tredje plats                | Tävling                             |
| ---------------- | --------------------------- | --------------------------- | --------------------------- | ----------------------------------- |
| 12 februari 1984 | Jens Weissflog, Östtyskland | Matti Nykänen, Finland      | Jari Puikkonen, Finland     | Olympiska spelen 1984, normalbacken |
| 18 februari 1984 | Matti Nykänen, Finland      | Jens Weissflog, Östtyskland | Pavel Ploc, Tjeckoslovakien | Olympiska spelen 1984, stora backen |

Olympiska backhoppningstävlingarna ingick i världscupen säsongen 1983/1984.

## Framtiden
Ägarna av backanläggningen, ZOI'84, lanserade 2010 planer om att bygga nya backar i Igman Olympic Jumps. Nya stora backen får K-punkt 120 meter. Konstruktörerna är österrikiska firman Hofrichter-Ritter. Enligt planerna skall backanläggningen stå klar 2013.